# Feissons-sur-Isère
Feissons-sur-Isère korábbi község (település) Franciaországban, Savoie megyében. 2019. január 1-jén a korábbi La Léchère és Bonneval községgel egyesült és La Léchère új község része lett.
Lakosainak száma 582 fő (2018. január 1.). Feissons-sur-Isère Cevins, Rognaix és La Léchère községekkel határos.

## Népesség
A település népességének változása:
| Lakosok száma | 590  | 571  | 586  | 574  | 582  |
|               | 2013 | 2015 | 2016 | 2017 | 2018 |